# Џилонг
Џилонг (енгл. Geelong) је град Аустралији у савезној држави Викторија. Према попису из 2006. у граду је живело 137.220 становника.

## Становништво
Према попису, у граду је 2006. живело 137.220 становника.
| 1991.   | 1996.   | 2001.   | 2006.   |
| ------- | ------- | ------- | ------- |
| 126,306 | 125,382 | 130,194 | 137,220 |